# Crenitis palpalis
Crenitis palpalis är en skalbaggsart som beskrevs av Miller 1965. Crenitis palpalis ingår i släktet Crenitis och familjen palpbaggar. Inga underarter finns listade i Catalogue of Life.